# Fédération travailliste
La Fédération travailliste (Federazione laburista, FL) est un ancien parti politique italien de tendance social-démocrate, fondé le 6 novembre 1994 par d'anciens membres du Parti socialiste italien.

## Présentation
À la suite de la transformation de ce dernier en Socialisti italiani, plusieurs adhérents du PSI constituent la Fédération travailliste qui devient un proche allié du Parti démocratique de la gauche. En 1998, la FL fusionne avec ce dernier et plusieurs petits mouvements pour donner naissance aux Démocrates de gauche. Certains adhérents refusent cette fusion et prennent part à la création des Socialistes démocrates italiens.
Au sein des Démocrates de gauche, les adhérents issus de la FL constituent le courant Travaillistes - Socialistes libéraux. En 2007, la majorité des adhérents de la Fédération refusent de rejoindre le nouveau Parti démocrate. Leur leader historique, Valdo Spini rejoint alors la Gauche démocrate puis le PSI reconstitué.